# Joint European Torus
El Joint European Torus (JET) va ser un experiment de física de plasma confinat magnèticament, situat al Culham Center for Fusion Energy a Oxfordshire, Regne Unit. Basat en un disseny de tokamak, la instal·lació de recerca de fusió era un projecte europeu conjunt amb l'objectiu principal d'obrir el camí a la futura energia de la xarxa de fusió nuclear. En el moment del seu disseny, el JET era més gran que qualsevol màquina comparable.
JET es va construir amb l'esperança d'assolir l'equilibri científic on el factor de guany d'energia de fusió Q = 1,0. Va començar a funcionar el 1983 i va passar la major part de la dècada següent augmentant el seu rendiment en una llarga sèrie d'experiments i actualitzacions. El 1991 es van fer els primers experiments que inclouen triti, convertint el JET en el primer reactor del món a funcionar amb el combustible de producció d'una barreja de 50-50 de triti i deuteri. També es va decidir afegir un disseny de desviador a JET, que es va produir entre 1991 i 1993. El rendiment es va millorar significativament, i el 1997 JET va establir el rècord de l'enfocament més proper a l'equilibri científic, arribant a Q = 0,67 el 1997, produint 16 MW de potència de fusió mentre s'injecta 24 MW de potència tèrmica per escalfar el combustible.
Entre 2009 i 2011, JET es va tancar per reconstruir moltes de les seves parts, per adoptar conceptes que s'utilitzen en el desenvolupament del projecte ITER a Saint-Paul-lès-Durance, a la Provença, al sud de França. El desembre de 2020, va començar una actualització JET utilitzant triti, com a part de la seva contribució a ITER. El 21 de desembre de 2021, utilitzant combustible deuteri-triti, JET va produir 59 megajoules durant un pols de cinc segons, superant el seu rècord anterior de 1997 de 21,7 megajoules, amb Q = 0,33.
El novembre de 2023, es va iniciar una petició demanant que no es tanqués JET, i els científics temien una bretxa de temps de recerca i una pèrdua de personal entre el tancament de JET i l'inici de les operacions d'ITER. JET va acabar les seves operacions el desembre de 2023, i s'espera que el desmantellament duri fins al 2040.

## Descripció
El JET té un radi important de 3 metres, i la cambra de buit en forma de D té 2,5 metres d'amplada i 4,2 metres d'alçada. El volum total de plasma al seu interior és de 100 metres cúbics, unes 100 vegades més gran que la màquina més gran en producció quan va començar el disseny JET.

JET va ser un dels primers tokamaks dissenyats per utilitzar una cambra de buit en forma de D. Això es va considerar inicialment com una manera de millorar el factor de seguretat, però durant el disseny, també es va notar que això facilitaria molt la construcció del sistema mecànicament, ja que reduïa les forces netes a través de la cambra que intenten forçar el sistema. torus cap al centre de l'eix major. Idealment, els imants que envolten la cambra haurien de ser més corbats a la part superior i inferior i menys a l'interior i a l'exterior per tal de suportar aquestes forces, la qual cosa condueix a una forma ovalada que la D s'aproximava de prop. La forma més plana a la vora interior també era més fàcil de suportar a causa de la superfície més gran i plana.
Mentre explorava l'estabilitat de diverses formes de plasma en un ordinador, l'equip va notar que els plasmes no circulars no cancel·laven exactament la deriva vertical que els camps retorçats s'havien introduït originalment per resoldre. Si el plasma es desplaçava cap amunt o cap avall, continuaria viatjant en aquesta direcció. Tanmateix, les simulacions van demostrar que la velocitat de deriva era prou lenta com per poder contrarestar-la mitjançant imants addicionals i un sistema de retroalimentació electrònica.
El camp magnètic primari d'un tokamak és subministrat per una sèrie d'imants que sonen a la cambra de buit. A JET, es tracta d'una sèrie de 32 imants enrotllats de coure, cadascun amb un pes de 12 tones. En total, porten un corrent de 51 MA, i com que ho havien de fer durant períodes de desenes de segons, es refreden per aigua. Quan funciona, la bobina intenta expandir-se amb una força de 6 MN, hi ha un camp net cap al centre de l'eix principal de 20 MN i una força de torsió addicional perquè el camp poloidal dins del plasma està en diferents direccions a la superior i inferior. Totes aquestes forces es suporten en l'estructura externa.
Envoltant tot el conjunt hi ha el transformador de vuit branques de 2.600 tones que s'utilitza per induir un corrent al plasma. L'objectiu principal d'aquest corrent és generar un camp poloidal que es barregi amb el subministrat pels imants toroidals per produir el camp retorçat dins del plasma. El corrent també serveix al propòsit secundari d'ionitzar el combustible i proporcionar una mica d'escalfament del plasma abans que altres sistemes prenguin el relleu.
La principal font d'escalfament a JET la proporcionen dos sistemes, la injecció de feix neutre d'ions positius i l'escalfament per ressonància de ciclotró d'ions. El primer utilitza acceleradors de partícules petits per llançar àtoms de combustible al plasma, on les col·lisions fan que els àtoms s'ionitzin i quedin atrapats amb la resta del combustible. Aquestes col·lisions dipositen l'energia cinètica dels acceleradors al plasma. L'escalfament per ressonància de ciclotró iònic és essencialment l'equivalent en plasma d'un forn de microones, utilitzant ones de ràdio per bombejar energia directament als ions fent coincidir la seva freqüència de ciclotró. El JET es va dissenyar de manera que inicialment es construiria amb uns quants megawatts d'ambdues fonts, i després s'ampliaria fins a 25 MW de feixos neutres i 15 MW de calefacció de ciclotró.
Els requisits d'energia del JET durant el pols de plasma són d'uns 500 MW amb un pic superior a 1000 MW. Com que el consum d'energia de la xarxa principal està limitat a 575 MW, es van construir dos grans generadors de volant per proporcionar aquesta potència necessària. Cada volant de 775 tones pot girar fins a 225 rpm i emmagatzema 3,75 GJ, aproximadament la mateixa quantitat d'energia cinètica que un tren de 5.000 tones que viatja a 140 quilòmetres per hora (87 mph). Cada volant utilitza 8.8 MW per girar i pot generar 400 MW (breument).